# ブルーブラッド 〜NYPD家族の絆〜
『ブルーブラッド 〜NYPD家族の絆〜』（原題：Blue Bloods）は、アメリカ合衆国のCBSが制作する警察ドラマである。2010年から放送が開始された。

## 概要
一家代々がニューヨーク市警察(NYPD)に警察官として奉職しているアイルランド系アメリカ人のレーガン家の人々を軸にし、警察官の活動や、警察内部の腐敗などを描いている。タイトルにある「Blue Blood」はそれ自体で「名家の生まれ」といった意味があり、また「Blue」はアメリカで警官を意味する俗語でもある。

## テレビ放送・DVD

### テレビ
CBSネットワークにて2023年5月19日に第13シーズン最終話が放送され、第14シーズンは2023年10月9日より放送予定。第1シーズンは現地時間の2010年9月24日から、第2シーズンは2011年9月23日より放送された。第3シーズンは2012年9月28日から。第4シーズンは2013年9月27日から。第5シーズンは2014年9月26日から。
日本ではCSのユニバーサルチャンネルで2011年8月19日に第1シーズンのプレミア放送が行われ、同年9月15日からレギュラー放送が始まった。第2シーズンは2012年8月10日より放送開始。現在はFOXチャンネルでシーズン5が放送されている。

### DVD
日本においてはパラマウント・ジャパンより、2012年9月7日に販売およびレンタルが開始された。なお、DVD版の邦題はブルー・ブラッド NYPD 正義の系譜に改題されている

### 配信
日本ではHuluにて「ブルーブラッド ～NYPD家族の絆～」のタイトルで第13シーズンまで配信されている。

## あらすじ
NYPD警察学校の卒業式が行われ、新たな門出を迎えた新人警官を祝福すべく多くの人々が集まっている。ジェイミー・レーガンは卒業生の一人として晴れの舞台に立ち、彼の家族もまた来賓席でその姿を見守っていた。登壇して祝辞を述べるのはフランク・レーガン本部長、ジェイミーの父である。レーガン一族は代々、NYPDの警察官を輩出してきた。祖父も元本部長、長男は刑事、長女は検事補、そしてジェイミーはたった今から巡査となった。こうして今でも「家業」は続いている。

## 登場人物
演者の括弧内は吹替え声優。

### レーガン家
フランク演 - トム・セレック、声 - 菅生隆之
レーガン家の纏め役となる父。NYPD本部長(Commissioner)。警官出身で、警視総監(Chief of Department)まで務めた。家族や周囲に適切に助言し、彼らの仕事を手助けすることが多い。市民からは信頼されている。本部長は文官だが、警官出身であることをアピールする為に式典ではいつも制服を着用している。
新市長が就任したことで慣例に基づいて辞表を提出し、辞任するつもりだった。しかし新市長と家族に慰留を求められたことから、引き続き本部長を務めることになった。
ダニー演 - ドニー・ウォールバーグ、声 - 中井和哉
長男で一級刑事。血気盛ん。少女誘拐事件で被疑者に暴行したことから内務調査を受けたが、刑事局長の肝煎りで特捜課へ転属となる。イラク戦争では海兵隊に従軍した。
エレン演 - ブリジット・モイナハン、声 - 魏涼子
長女。レーガン家初の法律家、ニューヨーク検事局の検事補。離婚して一人でニッキーを育てている。
ジョー
次男。刑事だったが、任務中の事故で殉職した。実はFBIの依頼でNYPD内部の秘密結社「青の騎士団」の内偵を行っており、それが原因で殺された。生前は彼も団のメンバーだった
ジェイミー演 - ウィル・エステス、声 - 中川慶一
三男で巡査。12分署所属。ハーバードの法学部に進学し弁護士になるつもりだったが、ジョーの死をきっかけに自分に流れる「警官の血」を悟り、卒業後に警察官としての人生を歩み始める。FBIからの依頼を受け、ジョーの遺志を継ぎ「青の騎士団」を内偵する。
ヘンリー演 - レン・キャリオー、声 - 外谷勝由
フランクの父。1980年代に警視総監を務めた。今は隠居の身。孫達に捜査や警察の仕事について、よくアドバイスをしている。だが古いタイプの警官なので、どちらかというと腕力に頼ったり、マフィアの任侠心を尊重する傾向がある。よってダニーとは気が合うものの、法学部出身のジェイミーやエレン、現役本部長のフランクとは意見が合わないことがある。
リンダ演 - エイミー・カールソン、声 - 小川里永子
ダニーの妻で専業主婦。夫や息子を支える典型的な良妻賢母である。シーズン3になると専業主婦という役柄から元看護師であるという設定が加わり仕事に復帰した。
ニッキー（ニコール・レーガン・ボイル）演 - サミ・ゲイル、声 - 牛田裕子
エレンの娘で、ボイルは父の姓。活発で聡明な女の子だが、思春期故に母との関係が難しいことも。祖父とは信頼関係が厚いことから、フランクが度々仲立ちをしている。レーガン家初の女性警官を目指している。

### NYPD
ジャッキー・クラトーラ演 - ジェニファー・エスポジート、声 - 石塚理恵
ダニーの相棒となる刑事。
アンソニー・レンズーリ演 - ニコラス・タートゥーロ、声 - 前田淳
ジェイミーの教育係の巡査部長。レーガン家の面々とは何かと繋がりがある。教育の仕方は厳しく、人柄にも偏屈なところがあるが、ジェイミーが様々なことに注意できる良い警官になれるよう考えている。ダニーについては、安全に対する配慮が足りないことや独断専行の傾向から、あまり良い評価をしていない。またそれ故に、ジェイミーがダニーを英雄視していることも気にしている。指導態度は厳しいが、自分が間違っていた時は率直に誤りを認めて謝る実直な性格の持ち主。愛妻家である。
アビゲイル・ベーカー演 - アビゲイル・ホーク
本部長付秘書官を務める刑事。観察、分析、調査、調整などに優れており、一を聞いて十を知るタイプ。フランクからの信頼も厚い。

### ニューヨーク市
フランク・ルッソ市長 （第1シーズン）演 - ブルース・アルトマン、声 - 森功至
世間体と人気を気にする市長。フランク・レーガンとの関係は当初は悪くなかったが、本部長の人気が徐々に高まるにつれて自分の脅威と感じるようになり、マスコミに彼の悪い評判を流すようになる。
カーター・プール市長 （第2シーズン）演 - デヴィッド・ラムゼイ、声 - 楠大典
アフリカ系活動家を経て就任した新市長。就任直後、クロアチア系の売春婦に入れあげていた政治資金担当スタッフが、売春の元締めであるクロアチア系ギャングとトラブルになり殺害されてしまう。遺族と共に騒ぎにはしたくないという思惑があった為、殺人で立件したい警察や検察とは利害が対立。それを連邦移民局とのコネを使い元締めをクロアチアへ強制送還させ、当地における殺人容疑で立件に持ち込むという離れ業で解決した。
市長がまだ子供だった頃、閉鎖された公営バスケット場の鍵を開けて遊ばせてくれたアイルランド系の警官がいた。市長はその警官のことをよく覚えていた。そして当選後に彼と再会し、引き続き本部長を務めるよう求める。

### 民間人
シドニー・ダベンポート演 - ディラン・ムーア
ジェイミーの交際相手で、ハーバード時代の同期生。現在は弁護士をしている。ジェイミーが警官の道へと進んだことから、彼の身を案じている。青の騎士団の内偵に勤しむ彼の態度で溝ができ、別れてしまった。
ケリー・デビッドソン演 - アンドレア・ロス、声 - 勝生真沙子
テレビのリポーター。フランクと交際していたが、マスコミ関係者と本部長という立場が公私の分別で妨げになり別れた。

## 用語
青の騎士団 (The Blue Templa)
NYPDの警察官有志によって結成された秘密結社。当初は警察改革の為に結成されたが腐敗し、今では汚職や殺人を行っている。フランクは本部長就任時に警察内部の様々なクラブ・団体を調査しており、青の騎士団もその対象となったが、彼らの危険性には気づかなかった。構成メンバーには刑事や内務調査官も含まれる。第1シーズンの最終話において、全員が集まっているところをフランクやダニー、ジェイミー、クラトーラ及びESUの急襲を受け検挙される。これによって青の騎士団は壊滅した。

## エピソード一覧

### シーズン一覧
| シーズン | シーズン | 話数 | 話数 | 放送期間      | 放送期間      |
| シーズン | シーズン | 話数 | 話数 | 初回放送      | 最終回放送    |
| -------- | -------- | ---- | ---- | ------------- | ------------- |
|          | 1        | 22   | 22   | 2010年9月24日 | 2011年5月13日 |
|          | 2        | 22   | 22   | 2011年9月23日 | 2012年5月11日 |
|          | 3        | 23   | 23   | 2012年9月28日 | 2013年5月10日 |
|          | 4        | 22   | 22   | 2013年9月27日 | 2014年5月9日  |
|          | 5        | 22   | 22   | 2014年9月26日 | 2015年5月1日  |
|          | 6        | 22   | 22   | 2015年9月25日 | 2016年5月6日  |
|          | 7        | 22   | 22   | 2016年9月23日 | 2017年5月5日  |
|          | 8        | 22   | 22   | 2017年9月29日 | 2018年5月11日 |
|          | 9        | 22   | 22   | 2018年9月28日 | 2019年5月10日 |
|          | 10       | 19   | 19   | 2019年9月27日 | 2020年5月1日  |
|          | 11       | 16   | 16   | 2020年12月4日 | 2021年5月14日 |
|          | 12       | 20   | 20   | 2021年10月1日 | 2022年5月6日  |

### シーズン1 (2010年-2011年)
| 通算 | 話数 | タイトル               | 原題               | 監督                           | 米国放送日     | 視聴者数 (万人) |
| ---- | ---- | ---------------------- | ------------------ | ------------------------------ | -------------- | --------------- |
| 1    | 1    | 警察一家レーガン       | Pilot              | マイケル・クエスタ             | 2010年9月24日  | 1,301           |
| 2    | 2    | 善意の犯罪             | Samaritan          | ラルフ・ヘメッカー             | 2010年10月1日  | 1,132           |
| 3    | 3    | 治外法権の壁           | Privilege          | スティーヴン・ジレンホール     | 2010年10月8日  | 1,115           |
| 4    | 4    | 親の時代 子の時代      | Officer Down       | ラルフ・ヘメッカー             | 2010年10月15日 | 1,039           |
| 5    | 5    | よみがえる悪夢         | What You See       | フェリックス・アルカラ         | 2010年10月22日 | 1,115           |
| 6    | 6    | 死のドラッグ           | Smack Attack       | グウィネス・ホーダー＝ペイトン | 2010年10月29日 | 1,161           |
| 7    | 7    | 兄と弟                 | Brothers           | フレデリック・K・ケラー        | 2010年11月5日  | 1,031           |
| 8    | 8    | チャイナタウン         | Chinatown          | マイケル・プレスマン           | 2010年11月12日 | 1,057           |
| 9    | 9    | 戦慄のアヴェ・マリア   | Re-Do              | ローズマリー・ロドリゲス       | 2010年11月19日 | 1,136           |
| 10   | 10   | 眠らない街             | After Hours        | アレックス・ザクシェフスキ     | 2010年12月3日  | 1,131           |
| 11   | 11   | 刑事の執念             | Little Fish        | マイケル・プレスマン           | 2011年1月19日  | 1,229           |
| 12   | 12   | リトル・オデッサの悲劇 | Family Ties        | スティーヴン・ジレンホール     | 2011年1月26日  | 1,209           |
| 13   | 13   | タイムリミット48時間   | Hall of Mirrors    | フレデリック・K・ケラー        | 2011年2月2日   | 1,131           |
| 14   | 14   | バレンタインの恋人たち | My Funny Valentine | ジョン・ポルソン               | 2011年2月9日   | 1,179           |
| 15   | 15   | 過去からの銃弾         | Dedication         | ジャン・エリアスバーグ         | 2011年2月18日  | 1,116           |
| 16   | 16   | 詩人の殺意             | Age of Innocence   | フェリックス・アルカラ         | 2011年2月25日  | 1,165           |
| 17   | 17   | 銀色の星               | Silver Star        | ラルフ・ヘメッカー             | 2011年3月11日  | 1,160           |
| 18   | 18   | 消される証人           | To Tell the Truth  | アレックス・ザクシェフスキ     | 2011年4月1日   | 1,091           |
| 19   | 19   | 愛憎のランウェイ       | Model Behavior     | マット・ペン                   | 2011年4月8日   | 1,071           |
| 20   | 20   | 摩天楼の憂うつ         | All That Glitters  | マイケル・プレスマン           | 2011年4月29日  | 1,006           |
| 21   | 21   | 地下室の息子           | Cellar Boy         | カレン・ガヴィオラ             | 2011年5月6日   | 1,038           |
| 22   | 22   | 騎士団の真相           | The Blue Templar   | フレデリック・K・ケラー        | 2011年5月13日  | 1,179           |

### シーズン2 (2011年-2012年)
| 通算 | 話数 | タイトル               | 原題                | 監督                         | 米国放送日     | 視聴者数 (万人) |
| ---- | ---- | ---------------------- | ------------------- | ---------------------------- | -------------- | --------------- |
| 23   | 1    | 辞表の行方             | Mercy               | マイケル・プレスマン         | 2011年9月23日  | 1,206           |
| 24   | 2    | ある発砲事件           | Friendly Fire       | ジョン・ポルソン             | 2011年9月30日  | 1,130           |
| 25   | 3    | 善と悪のボーダーライン | Critical Condition  | ラルフ・ヘメッカー           | 2011年10月7日  | 1,129           |
| 26   | 4    | 理由なき犯行           | Innocence           | アレックス・ザクシェフスキ   | 2011年10月14日 | 1,119           |
| 27   | 5    | 警官たちの週末         | A Night on the Town | ラルフ・ヘメッカー           | 2011年10月21日 | 1,090           |
| 28   | 6    | 野心家からの挑戦状     | Black and Blue      | アレックス・チャップル       | 2011年11月4日  | 1,273           |
| 29   | 7    | 断罪の夜               | Lonely Hearts Club  | フェリックス・アルカラ       | 2011年11月11日 | 1,130           |
| 30   | 8    | 感謝祭の祈り           | Thanksgiving        | スティーヴ・ゴーマー         | 2011年11月18日 | 1,241           |
| 31   | 9    | 割り切れぬ事情         | Moonlighting        | ロバート・ハーモン           | 2011年12月2日  | 1,105           |
| 32   | 10   | 正義の人               | Whistle Blower      | ロバート・ハーモン           | 2012年1月6日   | 1,134           |
| 33   | 11   | 憧れのNYPD             | The Uniform         | アレックス・ザクシェフスキ   | 2012年1月13日  | 1,208           |
| 34   | 12   | 終わらない一日         | The Job             | ニック・ゴメス               | 2012年2月3日   | 1,144           |
| 35   | 13   | 神の声                 | Leap of Faith       | デヴィッド・M・バレット      | 2012年2月10日  | 1,182           |
| 36   | 14   | 親の心                 | Parenthood          | ジョン・ポルソン             | 2012年2月17日  | 1,081           |
| 37   | 15   | 人生の選択             | The Life We Chose   | フェリックス・アルカラ       | 2012年2月24日  | 1,135           |
| 38   | 16   | 女と拳銃               | Women with Guns     | マーサ・ミッチェル           | 2012年3月2日   | 1,147           |
| 39   | 17   | レーガン対レーガン     | Reagan Vs. Reagan   | ジム・マッケイ               | 2012年3月9日   | 1,127           |
| 40   | 18   | 優しい発砲者           | No Questions Asked  | クリスティン・ムーア         | 2012年3月30日  | 1,072           |
| 41   | 19   | 身代わりの英雄         | Some Kind of Hero   | アレックス・ザクシェフスキ   | 2012年4月6日   | 1,092           |
| 42   | 20   | 女たちの戦い           | Working Girls       | ジェームズ・ホイットモア・Jr | 2012年4月27日  | 1,047           |
| 43   | 21   | 危険なファイト・クラブ | Collateral Damage   | ラルフ・ヘメッカー           | 2012年5月4日   | 1,036           |
| 44   | 22   | 母への想い             | Mother's Day        | マイケル・プレスマン         | 2012年5月11日  | 1,073           |

### シーズン3 (2012年-2013年)
| 通算 | 話数 | タイトル             | 原題                 | 監督                         | 米国放送日     | 視聴者数 (万人) |
| ---- | ---- | -------------------- | -------------------- | ---------------------------- | -------------- | --------------- |
| 45   | 1    | 悲しい誤射           | Family Business      | アレックス・チャップル       | 2012年9月28日  | 1,122           |
| 46   | 2    | 恋の泥沼劇           | Domestic Disturbance | マイケル・プレスマン         | 2012年10月5日  | 977             |
| 47   | 3    | 癒えない傷           | Old Wounds           | ジョン・ポルソン             | 2012年10月12日 | 1,053           |
| 48   | 4    | 結婚記念日の悲劇     | Scorched Earth       | ピーター・ワーナー           | 2012年10月19日 | 1,029           |
| 49   | 5    | 人質救出作戦         | Risk and Reward      | ラルフ・ヘメッカー           | 2012年10月26日 | 1,106           |
| 50   | 6    | 狙われた写真家       | Greener Grass        | マーサ・ミッチェル           | 2012年11月2日  | 1,105           |
| 51   | 7    | ハロウィーンの悪夢   | Nightmares           | ジョン・ポルソン             | 2012年11月9日  | 1,132           |
| 52   | 8    | 大学狂騒曲           | Higher Education     | ロバート・ハーモン           | 2012年11月30日 | 1,131           |
| 53   | 9    | 正義の復讐           | Secrets and Lies     | デヴィッド・M・バレット      | 2012年12月7日  | 1,117           |
| 54   | 10   | 父と子と             | Fathers and Sons     | マイケル・プレスマン         | 2013年1月4日   | 1,018           |
| 55   | 11   | 勇者の苦悩           | Front Page News      | ロバート・ハーモン           | 2013年1月11日  | 1,122           |
| 56   | 12   | 仕組まれた罠         | Framed               | デヴィッド・M・バレット      | 2013年1月18日  | 1,164           |
| 57   | 13   | ネズミ騒動           | Inside Jobs          | アレックス・ホール           | 2013年2月1日   | 1,150           |
| 58   | 14   | メン・イン・ブラック | Men in Black         | アレックス・チャップル       | 2013年2月8日   | 1,124           |
| 59   | 15   | 亡命者のルーレット   | Warriors             | オズ・スコット               | 2013年2月15日  | 1,073           |
| 60   | 16   | 15年前の殺人         | Quid Pro Quo         | アレックス・ザクシェフスキ   | 2013年2月22日  | 1,121           |
| 61   | 17   | ボニーとクライド     | Protest Too Much     | ラリー・テン                 | 2013年3月8日   | 1,072           |
| 62   | 18   | 心残り               | No Regrets           | デヴィッド・M・バレット      | 2013年3月15日  | 1,041           |
| 63   | 19   | 哀しみの十字架       | Loss of Faith        | ジェームズ・ホイットモア・Jr | 2013年4月5日   | 1,099           |
| 64   | 20   | フェアプレー         | Ends and Means       | ジョン・ポルソン             | 2013年4月12日  | 1,065           |
| 65   | 21   | 悪魔の吐息           | Devil's Breath       | アレックス・チャップル       | 2013年4月26日  | 1,046           |
| 66   | 22   | 終わりの場所         | The Bitter End       | クリスティン・ムーア         | 2013年5月3日   | 1,002           |
| 67   | 23   | 神への祈り           | This Way Out         | ピーター・ワーナー           | 2013年5月10日  | 1,030           |

### シーズン4 (2013年-2014年)
| 通算 | 話数 | タイトル                 | 原題                       | 監督                           | 米国放送日     | 視聴者数 (万人) |
| ---- | ---- | ------------------------ | -------------------------- | ------------------------------ | -------------- | --------------- |
| 68   | 1    | 問われる忠義心           | Unwritten Rules            | デヴィッド・M・バレット        | 2013年9月27日  | 1,170           |
| 69   | 2    | スターの秘密             | The City That Never Sleeps | ジョン・ビーリング             | 2013年10月4日  | 1,137           |
| 70   | 3    | NY市警の役割             | To Protect and Serve       | ピーター・ワーナー             | 2013年10月11日 | 1,056           |
| 71   | 4    | 警官の自由裁量           | The Truth About Lying      | ロバート・ダンカン・マクニール | 2013年10月18日 | 1,056           |
| 72   | 5    | 信仰が揺らぐ時           | Lost and Found             | アレックス・チャップル         | 2013年10月25日 | 1,127           |
| 73   | 6    | 青少年更生プログラム     | Growing Boys               | エリック・ラニューヴィル       | 2013年11月1日  | 1,101           |
| 74   | 7    | 賭けの誘惑               | Drawing Dead               | ラルフ・ヘメッカー             | 2013年11月8日  | 1,097           |
| 75   | 8    | 友のため                 | Justice Served             | デヴィッド・M・バレット        | 2013年11月15日 | 1,179           |
| 76   | 9    | 冤罪                     | Bad Blood                  | ロバート・ハーモン             | 2013年11月22日 | 1,190           |
| 77   | 10   | 移民の町                 | Mistaken Identity          | デヴィッド・ソロモン           | 2013年12月13日 | 1,094           |
| 78   | 11   | ストップ&フリスク        | Ties That Bind             | クリスティン・ムーア           | 2013年12月20日 | 1,052           |
| 79   | 12   | 新種のヘロイン           | The Bogeyman               | デヴィッド・M・バレット        | 2014年1月10日  | 1,268           |
| 80   | 13   | PTSD                     | Unfinished Business        | アレックス・チャップル         | 2014年1月17日  | 1,262           |
| 81   | 14   | マンハッタン・クイーンズ | Manhattan Queens           | ドニー・ウォルバーグ           | 2014年1月31日  | 1,293           |
| 82   | 15   | 庇護と自由のバランス     | Open Secrets               | エリック・ラニューヴィル       | 2014年2月28日  | 1,196           |
| 83   | 16   | 悲しき復讐               | Insult to Injury           | デヴィッド・M・バレット        | 2014年3月7日   | 1,203           |
| 84   | 17   | ノックアウト・ゲーム     | Knockout Game              | ロバート・ハーモン             | 2014年3月14日  | 1,168           |
| 85   | 18   | 捜査の手腕               | Righting Wrongs            | アレックス・ザクシェフスキ     | 2014年4月4日   | 1,169           |
| 86   | 19   | 秘密の関係               | Secret Arrangements        | ターニャ・マキアナン           | 2014年4月11日  | 1,105           |
| 87   | 20   | 権力の行使               | Custody Battle             | アレックス・チャップル         | 2014年4月25日  | 1,105           |
| 88   | 21   | 残された家族             | Above and Beyond           | グレッグ・ビーマン             | 2014年5月2日   | 1,159           |
| 89   | 22   | 追放                     | Exiles                     | デヴィッド・M・バレット        | 2014年5月9日   | 1,178           |

### シーズン5 (2014年-2015年)
| 通算 | 話数 | タイトル         | 原題                      | 監督                       | 米国放送日     | 視聴者数 (万人) |
| ---- | ---- | ---------------- | ------------------------- | -------------------------- | -------------- | --------------- |
| 90   | 1    | 相棒への想い     | Partners                  | デヴィッド・M・バレット    | 2014年9月26日  | 1,088           |
| 91   | 2    | 正義の尺度       | Forgive and Forget        | エリック・ラニューヴィル   | 2014年10月3日  | 1,085           |
| 92   | 3    | 戻れない道       | Burning Bridges           | ジョン・ビーリング         | 2014年10月10日 | 1,109           |
| 93   | 4    | 警察の暴力       | Excessive Force           | アレックス・ザクシェフスキ | 2014年10月17日 | 1,070           |
| 94   | 5    | 口は災いの元     | Loose Lips                | アレックス・チャップル     | 2014年10月24日 | 1,142           |
| 95   | 6    | 勝つのは正義か   | Most Wanted               | ラルフ・ヘメッカー         | 2014年10月31日 | 1,139           |
| 96   | 7    | 確執と融和       | Shoot the Messenger       | デヴィッド・M・バレット    | 2014年11月7日  | 1,151           |
| 97   | 8    | カメラの真実     | Power of the Press        | ターニャ・マキアナン       | 2014年11月21日 | 1,162           |
| 98   | 9    | 自分を守る権利   | Under the Gun             | デヴィッド・M・バレット    | 2014年12月12日 | 1,109           |
| 99   | 10   | 罪の連鎖         | Sins of the Father        | デヴィッド・M・バレット    | 2015年1月2日   | 1,161           |
| 100  | 11   | 犯罪の背景       | Baggage                   | ジョン・ビーリング         | 2015年1月9日   | 1,286           |
| 101  | 12   | 愛しいわが家     | Home Sweet Home           | ロバート・ハーモン         | 2015年1月16日  | 1,261           |
| 102  | 13   | それぞれの愛の形 | Love Stories              | アレックス・ザクシェフスキ | 2015年1月30日  | 1,187           |
| 103  | 14   | 格差の悲劇       | The Poor Door             | アレックス・チャップル     | 2015年2月6日   | 1,132           |
| 104  | 15   | 権力の駆け引き   | Power Players             | デヴィッド・M・バレット    | 2015年2月13日  | 1,146           |
| 105  | 16   | 父子の愛情       | In the Box                | ホーリー・デイル           | 2015年2月20日  | 1,160           |
| 106  | 17   | 善意と悪意       | Occupational Hazard       | デヴィッド・M・バレット    | 2015年3月6日   | 1,103           |
| 107  | 18   | 更生と許し       | Bad Company               | ターニャ・マキアナン       | 2015年3月13日  | 1,107           |
| 108  | 19   | 正義と報道の自由 | Through the Looking Glass | エリック・ラニューヴィル   | 2015年4月3日   | 1,070           |
| 109  | 20   | すれ違う主張     | Payback                   | アレックス・チャップル     | 2015年4月10日  | 1,031           |
| 110  | 21   | 新しいルール     | New Rules                 | ジョン・ビーリング         | 2015年4月24日  | 999             |
| 111  | 22   | 正義の戦術       | The Art of War            | デヴィッド・M・バレット    | 2015年5月1日   | 1,128           |